# Regra de Temperatura e Tamanho
A relação tamanho-temperatura denota a resposta plástica (ou seja, plasticidade fenotípica) do tamanho do corpo do organismo à variação da temperatura ambiental. Organismos que exibem uma resposta plástica são capazes de permitir que seu tamanho corporal flutue com a temperatura ambiente. o termo primeiramente cunhado por David Atkinson em 1996 é considerado um caso único da regra de Bergmann que foi observada em plantas, animais, pássaros e uma grande variedade de ectotérmicos. Embora existam exceções à relação tamanho-temperatura, o reconhecimento dessa "regra" generalizada levantou e acumulou esforços para entender os mecanismos fisiológicos (através de possíveis compensações) subjacentes ao crescimento e à variação do tamanho do corpo em diferentes temperaturas ambientais.

## Histórico

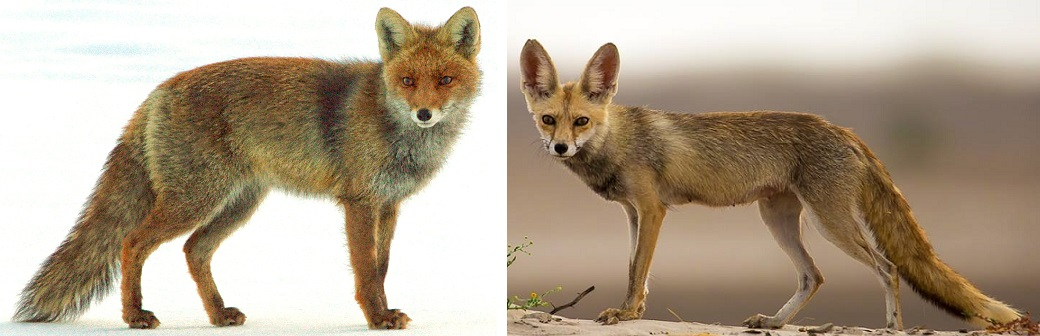
Foto comparativa entre uma Raposa vermelha do norte e uma Raposa vermelha do sul demonstrando o aumento de tamanho conforme a mudança da latitude (Regra de Bergmann).

### Relação com a regra de Bergmann
Em 1847, Carl Bergmann publicou suas observações de que o tamanho do corpo endotérmico (mamíferos) aumentava com o aumento da latitude, algo que ficou mais tarde conhecido como regra de Bergmann. . Tal regra postulava que a seleção favorecia dentro de espécies indivíduos com tamanhos corporais maiores em temperaturas mais frias porque a perda total de calor seria diminuída através de menores proporções de área de superfície para volume. No entanto, os indivíduos ectotérmicos têm termorregulação e permitem que a temperatura interna do corpo flutue com a temperatura ambiente, enquanto os endotérmicos mantêm uma temperatura corporal interna constante. Isso cria uma descrição imprecisa da variação observada no tamanho do corpo em ectotérmicos, pois permitem rotineiramente a perda de calor por evaporação e não mantêm temperaturas internas constantes. Apesar disso, observou-se que os ectotérmicos ainda exibem tamanhos corporais maiores em ambientes mais frios.  

### Formulação da regra
Ray (1960) originalmente examinou tamanhos corporais em várias espécies de ectotérmicos e descobriu que cerca de 80% deles exibiam tamanhos maiores em temperaturas mais baixas. Algumas décadas depois, Atkinson (1994) realizou uma revisão semelhante dos efeitos da temperatura no tamanho do corpo em ectotérmicos. Seu estudo, que incluiu 92 espécies de ectotérmicos, desde animais e plantas até protistas e bactérias, concluiu que uma redução na temperatura resultou em um aumento no tamanho do organismo em 83,5% dos casos. As descobertas de Atkinson forneceram suporte para os trabalhos publicados de Ray de que os ectotérmicos têm uma variação observável no tamanho do corpo quando a temperatura é a principal variável ambiental. Os resultados de seu estudo o levaram a nomear o aumento no tamanho do corpo ectotérmico em ambientes mais frios como a regra de tamanho-temperatura. 

## Compensações como possíveis mecanismos basais

### Modelo de histórico de vida
Modelos de histórico de vida que destacam padrões de crescimento ideais sugerem que os indivíduos avaliam o ambiente em busca de recursos potenciais e outros fatores próximos e amadurecem em um tamanho corporal que produz o maior sucesso reprodutivo ou a maior porcentagem de descendentes sobrevivendo para atingir a maturidade reprodutiva.

### Tamanho na maturidade
A temperatura ambiente é um dos fatores mais importantes que imediatamente afetam o tamanho do corpo de um ectotérmico devido à sua necessidade de termorregulação. Indivíduos que seguem a regra do tamanho-temperatura têm taxas de crescimento mais lentas em ambientes mais frios, mas entram em um período de crescimento prolongado que produz tamanhos corporais maiores.  Os ectotérmicos experimentam tempos de atividade diários e sazonais mais longos em climas mais quentes do que em climas mais frios, no entanto, o aumento no tempo de atividade diária é acompanhado por maiores taxas de mortalidade infantil e adulta devido à predação. Sob essas condições ambientais, alguns indivíduos que ocupam esses ambientes de clima mais quente amadurecerão em tamanhos corporais menores e sofrerão uma mudança na alocação de energia de todos os recursos energéticos adquiridos para a reprodução. ] Ao fazer isso, esses indivíduos sacrificam o crescimento para tamanhos maiores de corpo quando adultos para garantir o sucesso reprodutivo, mesmo que a compensação resulte em descendentes menores que tenham taxas de mortalidade aumentadas.

### Reprodução
Ectotérmicos que ocupam ambientes mais frios, como cadeias de montanhas ou outras áreas de maior altitude, foram observados investindo na reprodução em tamanhos maiores de corpo quando adultos devido a um período de crescimento prolongado. Essas populações de ectotérmicos são caracterizadas por possuírem desovas menores de ovos maiores, favorecendo um maior investimento reprodutivo por ovo e aumentando as taxas de sobrevivência da prole. Indivíduos que ocupam ambientes mais quentes experimentam um trade-off entre o tamanho do corpo e o sucesso reprodutivo geral que muitos indivíduos que ocupam ambientes mais frios não, portanto, prolongar o crescimento para produzir maior sucesso reprodutivo em ambientes mais frios pode ser um mecanismo subjacente para o porquê de uma grande porcentagem de ectotérmicos exibirem maiores tamanhos corporais em ambientes mais frios. No entanto, uma explicação suficiente para esse padrão observável ainda não foi produzida.

## Investigação

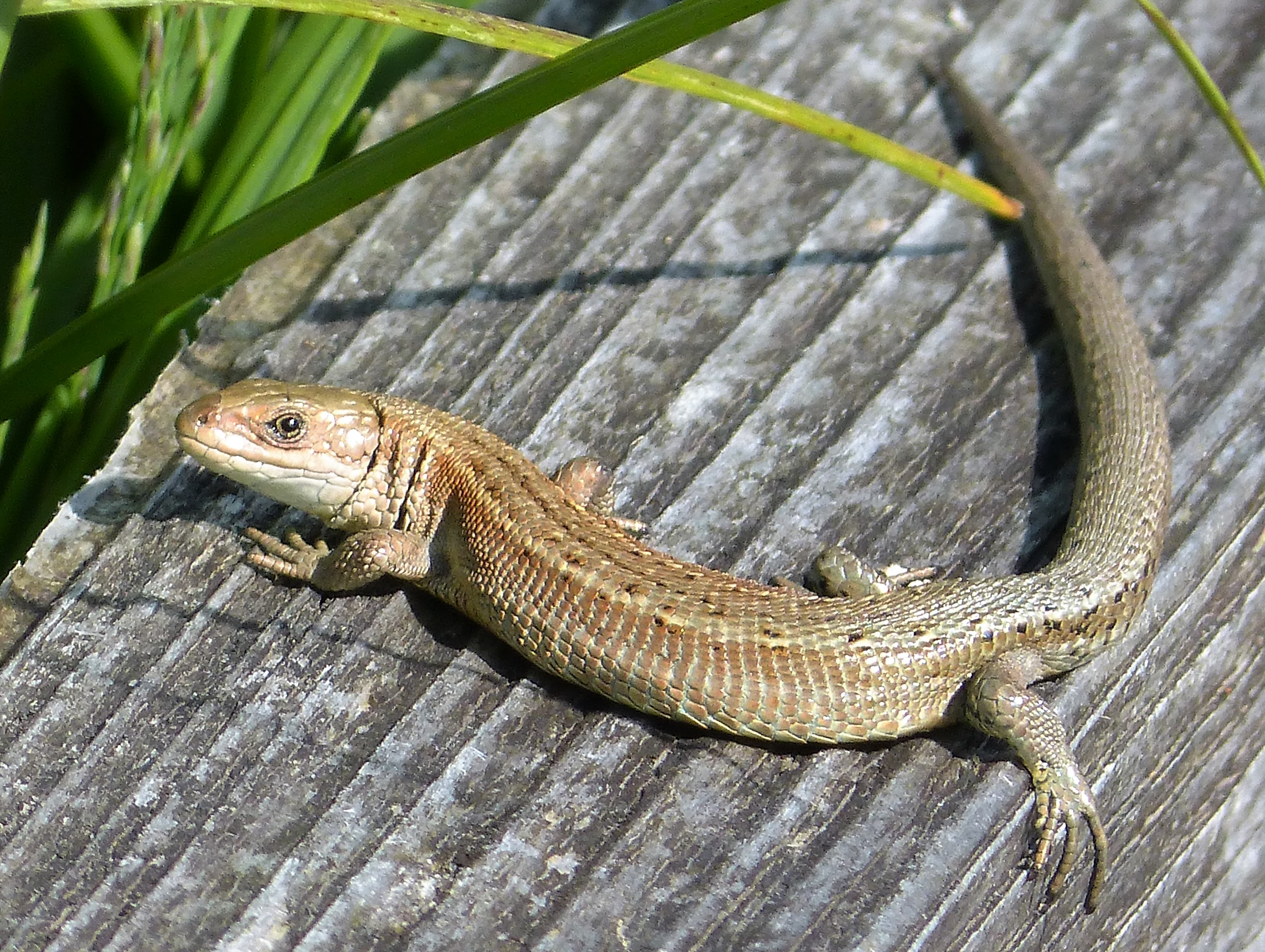
Lagarto Comum (Lacerta vivipara).

### Evidências de apoio
- No nematoide do solo, Caenorhabditis elegans, o tamanho do corpo adulto criado a 10°C foi aproximadamente 33% maior do que os indivíduos cultivados a 25°C.[11]
- O estudo de Ashton & Feldman (2003) concluiu que os quelônios (tartarugas) seguem a regra do tamanho-temperatura com 14 de 15 espécies, diminuindo de tamanho com o aumento da temperatura.[7]
- O tamanho do corpo na larva da formiga-leão, Myrmeleon immaculatus, foi observado seguindo as inclinações de tamanho de Bergmann em resposta a mudanças latitudinais. No entanto, quando criados em altas e baixas temperaturas, o tamanho corporal não foi afetado. A disponibilidade de alimentos foi o mecanismo por trás da variação de tamanho corporal registrada.[16]
- Filhotes de Lacerta vivipara, agora conhecido como Zootoca vivipara, de populações de alta altitude foram criados em recintos ao ar livre em altitudes altas e baixas. Eles foram observados como tendo taxas de crescimento mais rápidas e taxas de mortalidade mais altas nos recintos de baixa altitude.[22] Embora não tenha havido tendência de exibir padrões de tamanho corporal de acordo com a regra tamanho-temperatura, as taxas de crescimento mais rápidas e mortalidade mais alta implicam que os lagartos nos recintos de alta altitude tiveram taxas de crescimento mais lentas e menor mortalidade de eclosão, um padrão de rotina indicativo de espécies que estão em conformidade com a possível compensação da regra temperatura-tamanho.
- Lagartos da cerca oriental, Sceloporus undulatus, exibem maturação atrasada em tamanhos corporais maiores, uma tendência consistente com a regra de tamanho de temperatura.[10]

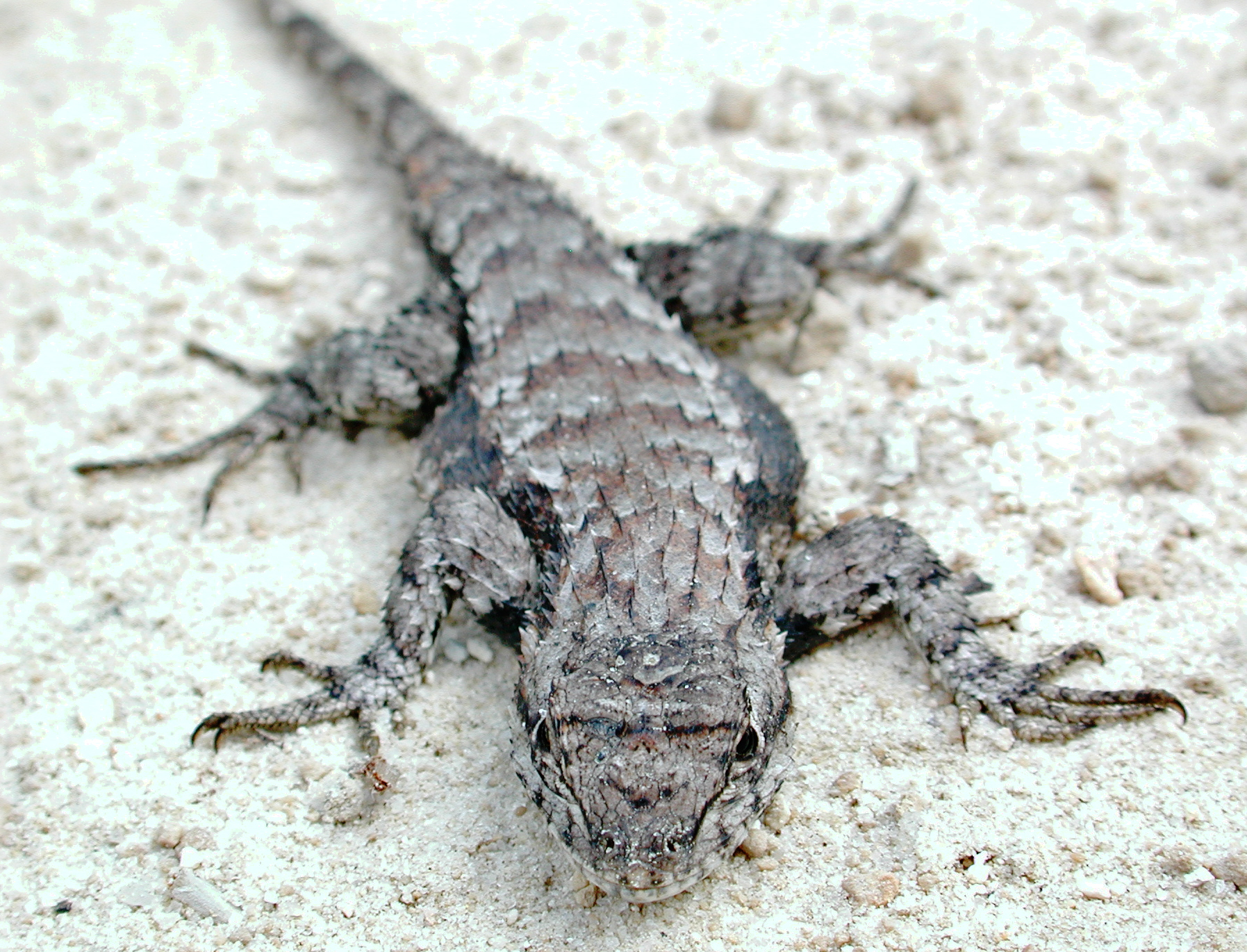
Lagarto da cerca oriental (Sceloporus undulatus).

### Exceções
- O gafanhoto, Chorthippus brunneus, é um especialista em alta temperatura (ou estenotermo) que amadurece para tamanhos corporais maiores em altas temperaturas, tornando-se uma exceção à regra de tamanho de temperatura.[12]
- A sobrevivência juvenil em Sceloporus graciosus não é maior em ambientes mais frios, levando a espécie a exibir inclinações de tamanho corporal inconsistentes com a regra de tamanho de temperatura.[10]
- No mesmo estudo que Ashton & Feldman forneceram evidências de que os quelônios exibem inclinações de tamanho corporal consistentes com a regra de tamanho de temperatura, eles também forneceram evidências de que escamados (lagartos e cobras) tendem a tamanhos corporais maiores em ambientes mais quentes (40 de 56 espécies aumentaram em tamanho com a temperatura).[7] Este foi o primeiro estudo a mostrar um grande grupo de ectotérmicos que mostram o inverso da regra de temperatura e tamanho.[7]